# Gleina (Nobitz)
Gleina ist ein Ortsteil der Gemeinde Nobitz im Landkreis Altenburger Land in Thüringen.

## Lage
Gleina liegt sechs Kilometer südlich der Stadt Altenburg im Ackerbaugebiet des Altenburger-Schmöllner Lösshügellandes und rechts der Blauen Flut. Das Dorf ist Anlieger der Bundesstraße 7.

## Geschichte
Am 22. März 1286 wurde das Dorf erstmals urkundlich genannt. Es ist aus einer sorbische Ansiedlung hervorgegangen. Glina bedeutet in der sorbischen Sprache = Lehm.
Gleina gehörte zum wettinischen Amt Altenburg, welches ab dem 16. Jahrhundert aufgrund mehrerer Teilungen im Lauf seines Bestehens unter der Hoheit folgender Ernestinischer Herzogtümer stand: Herzogtum Sachsen (1554 bis 1572), Herzogtum Sachsen-Weimar (1572 bis 1603), Herzogtum Sachsen-Altenburg (1603 bis 1672), Herzogtum Sachsen-Gotha-Altenburg (1672 bis 1826). Bei der Neuordnung der Ernestinischen Herzogtümer im Jahr 1826 kam der Ort wiederum zum Herzogtum Sachsen-Altenburg.
Nach der Verwaltungsreform im Herzogtum gehörte er bezüglich der Verwaltung zum Ostkreis (bis 1900) bzw. zum Landratsamt Altenburg (ab 1900). Das Dorf gehörte ab 1918 zum Freistaat Sachsen-Altenburg, der 1920 im Land Thüringen aufging. 1922 kam es zum Landkreis Altenburg.
Gleina wurde am 1. Juli 1950 nach Burkersdorf b. Lehndorf eingemeindet.
Bei der zweiten Kreisreform in der DDR wurden 1952 die bestehenden Länder aufgelöst und die Landkreise neu zugeschnitten. Somit kam Gleina als Ortsteil von Burkersdorf mit dem Kreis Altenburg an den Bezirk Leipzig, der seit 1990 als Landkreis Altenburg zu Thüringen gehörte und 1994 im Landkreis Altenburger Land aufging. Durch Eingemeindung der Gemeinde Burkersdorf mit ihren Ortsteilen kam Gleina am 1. Januar 1973 zur Gemeinde Lehndorf. Mit dem Aufgehen der Gemeinde Lehndorf in der Einheitsgemeinde Saara wurde Gleina am 1. Januar 1996 ein Ortsteil dieser Gemeinde, bis diese wiederum am 31. Dezember 2012 zu Nobitz kam. In Gleina existiert heute auf einem Bauernhof ein Landhotel.

### Radarstation
Das Rittergut Schellenberg wurde 1960 von der NVA übernommen. Drei Wohnblöcke wurden für die Soldaten und deren Familien dazugebaut. Auf der gegenüberliegenden höchsten Erhebung im Altenburger Raum, der Wachtstange, auf der bereits im Zweiten Weltkrieg eine Flakstellung aufgestellt war, wurde 1961 ein Funkmessposten mit Radar errichtet. Daraus wurde später die Funktechnische Kompanie (FuTK) 312 der NVA-LSK/LV.
Diese wurde am 3. Oktober 1990 durch die Bundeswehr übernommen und unter NATO-Gesichtspunkten weiterbetrieben. Im Zeitraum 1994/95 wurde der weithin sichtbare Radarturm mit dem RRP 117 gebaut. Dieser ging dann 1996 in Betrieb, die alten russischen Funkmeßstationen (P-37 und PRW-13) wurden verschrottet.
1995 wurde die Einheit umorganisiert und als Abgesetzter Technischer Zug (AbgTZg) 254 neu aufgestellt. Am 1. Oktober 2002 erfolgte dann eine Umbenennung des Zuges in AbgTZg 355. Unterstellt ist der Zug dem Einsatzführungsbereich 3.